# Suleskjeret
Suleskjeret est une île norvégienne du comté de Vestland appartenant administrativement à Fedje.

## Description
Amas rocheux et désertique, à fleur d'eau, elle s'étend sur environ 67 m de longueur pour une largeur approximative de 66 m. 